# Gilmoreosaurus
 Gilmoreosaurus  („Gilmores Echse“) war eine Gattung der Vogelbeckendinosaurier aus der Gruppe der Hadrosauridae. Fossilfunde stammen aus der späten Oberkreide (Campanium). Fossilien der Typusart T. mongoliensis wurden in der Wüste Gobi in der Inneren Mongolei gefunden und 1933 beschrieben.

## Merkmale
Gilmoreosaurus erreichte eine Körperlänge von acht Metern bei einem Gewicht von zwei Tonnen. Damit war er vergleichsweise kräftig, zugleich jedoch leichter als andere Hadrosaurier. Als sehr ursprünglicher Hadrosaurier ähnelte er in seiner Gestalt und vor allem bei der Ausbildung der Handkralle den Iguanodontidae bzw. Iguanodon. Vor allem an den Hinterbeinen zeichnete er sich durch große Muskelansatzflächen aus.
Von Gilmoreosaurus mongoliensis sind nur Einzelteile eines Schädels bekannt, bei G. atavus kennt man sogar nur einzelne Zähne. Umfangreicheres Material in Form von Schädelteilen, Wirbeln, Rippen und Beckenteilen ist von G. arkhangelskyi vorhanden.

## Fundstellen
Die ersten Fossilien von Gilmoreosaurus mongoliensis wurden 1933 in der Iren-Dabasu-Formation nahe der Stadt Eren Hot in der Inneren Mongolei, Volksrepublik China in der Wüste Gobi gefunden. Bereits 1921 wurden in dieser reichen Fundstätte erste Dinosaurierüberreste durch den amerikanischen Paläontologen Roy Chapman Andrews entdeckt.
In der Iren-Dabasu-Formation wurden in zahlreichen Grabungen eine Reihe von weiteren Dinosaurierskeletten entdeckt, darunter die Theropoden Alectrosaurus olseni und Archaeornithomimus asiaticus und mit Bactrosaurus johnsoni ein weiterer Vertreter der Hadrosaurier. In der nahe gelegenen Minhe-Formation, die ebenfalls der Oberkreide zugeordnet wird, fanden sich weitere Arten, darunter der Velociraptor mongoliensis (Theropoda), die Protoceratopsiden Microceratops gobiensis und Protoceratops andrewsi sowie Reste nicht zugeordneter Theropoden und Sauropoden.

## Systematik
Gilmoreosaurus stellt wahrscheinlich einen frühen Hadrosaurier aus der Verwandtschaft von Telmatosaurus dar. Wahrscheinlich besteht zudem eine engere Verwandtschaft zu den Gattungen Claosaurus, Tanius und Secernosaurus, eine genauere Zuordnung dieser ist jedoch aufgrund des spärlichen Materials nicht vorliegend.
Die Typusart Gilmoreosaurus mongoliensis wurde im Jahr 1933 erstmals von Charles W. Gilmore entdeckt und gemeinsam mit einer Reihe weiterer Dinosaurier beschrieben. Er beschrieb ihn als Mandschurosaurus mongoliensis, die Umordnung und wissenschaftliche Erstbeschreibung der Gattung erfolgte erst 1979 durch Michael K. Brett-Surman, der sie nach Gilmore benannte.
Innerhalb der Gattung werden je nach Quelle bis zu drei Arten als gültig betrachtet. Neben der Typusart G. mongoliensis werden der Gattung zudem die beiden 1995 von Lev Alexandrovich Nessov im Rahmen einer umfassenden Überarbeitung der russischen Dinosaurierfunde beschriebenen Arten G. atavus (Validität umstritten, evtl. ein Nomen dubium) und G. arkhangelskyi zugeschlagen. G. kysylkumensis wird gemeinsam mit Bactrosaurus kysylkumensis als Nomen dubium betrachtet.